# اندیس مکی ۶
مکی ۶ یک اندیس فلزی است که در حوالی شهر اسپکه استان سیستان و بلوچستان قرار دارد و مادهٔ معدنی موجود در آن، مس است.  